# GeeksPhone
GeeksPhone est une entreprise espagnole qui propose des smarphones sous Android. Ils commercialisent aussi depuis avril 2013 des smartphones sous Firefox OS.
GeeksPhone se spécialise dans le développement, la promotion, et la commercialisation de solutions open source de téléphonie mobile.
En juillet 2015, la société annonce qu'elle se retire du marché des smartphones mais qu'elle continuera à fournir un support technique aux utilisateurs.

## Histoire
GeeksPhone a été fondé début 2009 par Javier Agüera et Rodrigo Silva-Ramos. Son premier produit, le GeeksPhone One, a été annoncée en 2009 et lancée début 2010, devenir la première marque européenne de lancer un Android smartphone pour le marché de masse.
Il a ensuite fabriqué les modèles de smartphones Keon et Peak, les premiers appareils de prévisualisation pour développeurs exécutant Firefox OS. Un modèle grand public, le Peak + a été annoncé plus tard. On pensait qu'il s'agissait d'un raffinement du modèle Peak, destiné à un public non développeur, mais des problèmes concernant la disponibilité des batteries de l'ODM chinois ont conduit à l'abandon du projet sans qu'une seule unité ne soit commercialisée.
En novembre 2013, la société a annoncé un nouveau modèle de smartphone appelé Revolution. On pensait qu'il s'agissait d'un modèle haut de gamme, mais il s'est ensuite révélé être une légère amélioration par rapport au modèle Peak +.
Les clients qui avaient déjà pré-commandé et payé le modèle Peak + inédit se sont vu offrir un téléphone Revolution au même prix, mais beaucoup ont annulé leur commande alors qu’ils connaissaient des détails plus détaillés de la Revolution.
La société a annoncé en janvier 2014 un nouveau modèle de smartphone appelé Blackphone. Conçu avec les fondateurs de Silent Circle et de PGP à la suite des révélations de la surveillance de masse de 2013, cet appareil basé sur Android est considéré comme le "premier smartphone à l'épreuve de la NSA". Il a été produit par SGP Technologies, une entreprise commune de Geeksphone et de la société de logiciels Silent Circle.
Début 2015, Geeksphone a vendu sa part de SGP Technologies à Silent Circle afin de se concentrer sur les wearables vendus sous la marque Geeksme. Quatorze ingénieurs de Geeksphone, dont Javier Agüera, sont restés au SGP.

## Produits
- GeeksPhone One (épuisé)
- GeeksPhone Zero (épuisé)
- GeeksPhone Keon (en) (épuisé)
- GeeksPhone Peak (en) (épuisé)
- GeeksPhone Peak+ (annulé)
- GeeksPhone Revolution : capable de fonctionner soit sur Android, soit sur Firefox OS mais sans possibilité de dual-boot[réf. souhaitée]
- Blackphone (en) (en précommande)